# بلونی (ماسوویان)
بلونی (به لاتین: Błonie) یک شهر و گمینا در لهستان است که در گمینا بوونگه واقع شده‌است. بلونی ۹٫۱۲ کیلومتر مربع مساحت و ۱۲٬۳۵۴ نفر جمعیت دارد.

## خواهرخوانده
شهر کورنو آوزونیو خواهرخواندهٔ بلونی (ماسوویان) هست.